# Zhuang Yong
Zhuang Yong (Chinees: 莊泳 / 庄泳) (Shanghai, 10 augustus 1972) is een Chinees zwemmer.

## Biografie
Yang won tijdens de Olympische Zomerspelen van 1988 de zilveren medaille medaille op de 100m vrije slag.
Tijdens de Aziatische Spelen 1990 won Zhuang vier gouden medailles. 
Zhuang behaalde haar grootste succes met het winnen van olympisch goud op de 100m vrije slag en de zilveren medaille op de 50m vrije slag en de 4x100m vrije slag tijdens de spelen van Barcelona.

## Internationale toernooien
| Jaar | Olympische Spelen                                                                   | Wereldkampioenschappen           | Aziatische Spelen                                                         |
| ---- | ----------------------------------------------------------------------------------- | -------------------------------- | ------------------------------------------------------------------------- |
| 1988 | 100m vrije slag · 16e 200m vrije slag · 4e 4x100m vrije slag · DQ 4x100m wisselslag |                                  |                                                                           |
| 1989 |                                                                                     |                                  |                                                                           |
| 1990 |                                                                                     |                                  | 100m vrije slag · 200m vrije slag · 4x100m vrije slag · 4x100m wisselslag |
| 1991 |                                                                                     | 50m vrije slag · 100m vrije slag |                                                                           |
| 1992 | 50m vrije slag · 100m vrije slag · 21e 200m vrije slag · 4x100m vrije slag          |                                  |                                                                           |

1912: Fanny Durack ·
1920: Ethelda Bleibtrey ·
1924: Ethel Lackie ·
1928: Albina Osipowich ·
1932: Helene Madison ·
1936: Rie Mastenbroek ·
1948: Greta Andersen ·
1952: Katalin Szőke ·
1956: Dawn Fraser ·
1960: Dawn Fraser ·
1964: Dawn Fraser ·
1968: Jan Henne ·
1972: Sandra Neilson ·
1976: Kornelia Ender ·
1980: Barbara Krause ·
1984: Nancy Hogshead/Carrie Steinseifer ·
1988: Kristin Otto ·
1992: Zhuang Yong ·
1996: Le Jingyi ·
2000: Inge de Bruijn ·
2004: Jodie Henry ·
2008: Britta Steffen ·
2012: Ranomi Kromowidjojo ·
2016: Simone Manuel/Penelope Oleksiak ·
2020: Emma McKeon ·
2024: Sarah Sjöström